# Sankt Monica
Sankt Monica, Monika af Tagaste eller Monika af Hippo (født 333 i Tagaste, død 387 i Ostia Antica), var en tidlig kristen helgen og mor til kirkefaderen Augustin. Hendes festdag er den 4. maj i den ortodokse kirke og siden 1969 den 27. august i den romerskkatolske og engelske kirke.
Hun var gift med Patricius og fik tre børn, hvoraf Augustin var den ældste. Hun forsøgte at gøre ham kristen, i starten uden megen held. Da han i 383 flyttede til Italien flyttede hun med og med hjælp fra Sankt Ambrosius havde hun held med at omvende sin søn. Efter at have fuldført sin opgave, besluttede hun sig for at rejse tilbage til Afrika, men hun døde i Ostia Antica inden da. Efterfølgende blev hendes grav flyttet til basilikakirken Sant’Agostino in Campo Marzio i Rom.
Byen Santa Monica i Californien er opkaldt efter hende.